# Кладбінський сільський округ
Кла́дбінський сільський округ (каз. Кладбинка ауылдық округі, рос. Кладбинский сельский округ) — адміністративна одиниця у складі Жамбильського району Північноказахстанської області Казахстану. Адміністративний центр — село Кладбінка.
Населення — 1133 особи (2021; 1736 у 2009, 2482 у 1999, 3245 у 1989).
Станом на 1989 рік існували Кладбінська сільська рада (села Кладбінка, Сенжарка, Сімаки, Уткино) та Новорибинська сільська рада (села Миролюбово, Новорибинка). 2018 року було ліквідовано село Уткино.

## Склад
До складу округу входять такі населені пункти:
| Населений пункт   | Старі назви | Населення, осіб (1989) | Населення, осіб (1999) | Населення, осіб (2009) | Населення, осіб (2021) |
| ----------------- | ----------- | ---------------------- | ---------------------- | ---------------------- | ---------------------- |
| Кладбінка, село   | -           | 1235                   | 854                    | 660                    | 506                    |
| Миролюбово, село  | -           | 335                    | 305                    | 207                    | 145                    |
| Новорибинка, село | -           | 818                    | 647                    | 502                    | 359                    |
| Сенжарка, село    | -           | 309                    | 264                    | 176                    | 74                     |
| Сімаки, село      | -           | 264                    | 200                    | 111                    | 49                     |
| Уткино, село      | -           | 284                    | 212                    | 80                     | -                      |